# Ptilogyna mackerrasi
Ptilogyna mackerrasi är en tvåvingeart som först beskrevs av Alexander 1928.  Ptilogyna mackerrasi ingår i släktet Ptilogyna och familjen storharkrankar. Inga underarter finns listade i Catalogue of Life.